# 去香港看看
《去香港看看》是由張雨生、紳士合唱團、張震、莊祖宜、蘇芮、鄭智化等人共出的電影專輯，是電影麻將的原聲帶。

## 曲目
- 1.My Special angel(紳士合唱團)
- 2.無能為力(張震)
- 3.去香港看看(張雨生)
- 4.Crying(吳東尼)
- 5.Love Potion No.9(張雨生&蘇芮)
- 6.拉客(鄭智化&吳念真)
- 7.Aquarius(蘇芮)
- 8.As Tears Go By(莊祖宜)
- 9.Gimme Little Sign(紳士合唱團)
- 10.麻將(鄭智化)
- 11.舞

## 外部連結
- My Special angel[]
- 無能為力 （页面存档备份，存于）
- 去香港看看MV （页面存档备份，存于）
- Crying （页面存档备份，存于）
- Love Potion No.9 （页面存档备份，存于）
- 拉客 （页面存档备份，存于）
- Aquarius （页面存档备份，存于）
- As Tears Go By （页面存档备份，存于）
- Gimme Little Sign[]
- 麻將 （页面存档备份，存于）
- 舞 （页面存档备份，存于）